# Badminton Asia Confederation
Die Badminton Asia Confederation (BAC) ist der asiatische Dachverband für die Sportart Badminton. Ursprünglich am 30. Juli 1959 in Kuala Lumpur als Asian Badminton Confederation (ABC) gegründet wurde der Name am 9. Juli 2006 auf Badminton Asia Confederation geändert. Badminton Asia Confederation ist Mitglied in der Dachorganisation Badminton World Federation. Im August 2024 hatte die Konföderation 45 Mitgliedsverbände (davon zwei assoziiert).

## Bedeutende Turniere
- Asienspiele
- Asienmeisterschaft
- Axiata Cup
- Asia Cup
- Asian Cup
- Europa gegen Asien

## Präsidenten
|    | Name                             | Land                | Zeitraum    |
| -- | -------------------------------- | ------------------- | ----------- |
| 1  | Tunku Abdul Rahman               | Malaysia            | 1959 - 1965 |
| 2  | Syshil Ruia                      | Indien              | 1965 - 1975 |
| 3  | Henry Fok                        | Hongkong            | 1975 - 198? |
| 4  | Phumpol Loha Chala*              | Thailand            | 198? - 1987 |
| 5  | Zhu Ze*                          | Volksrepublik China | 1987 - 1989 |
| 6  | Kakuji Yanagawa                  | Japan               | 1989 - 1991 |
| 7  | Sri Elyas Oma                    | Malaysia            | 1991 - 1993 |
| 8  | Tong Yun Kai                     | Hongkong            | 1993 - 1995 |
| 9  | Chung Jung-hoon                  | Südkorea            | 1995 - 1997 |
| 10 | Korn Dabbaransi                  | Thailand            | 1997 - 2001 |
| 11 | Mamoru Otake                     | Japan               | 2001 - 2003 |
| 12 | Kang Young-joong                 | Südkorea            | 2003 - 2005 |
| 13 | Sutiyoso                         | Indonesien          | 2005 - 2011 |
| 14 | Katsuto Momii                    | Japan               | 2011 - 2013 |
| 15 | Dato Sri Mohd Nadzmi Mohd Salleh | Malaysia            | 2013 - 2015 |
| 16 | Anton Aditya Subowo              | Indonesien          | seit 2015   |

* Über die Präsidentenreihung zwischen 1985 und 1989 existieren unterschiedliche Quellen.

## Mitgliedsverbände
| Land                         | Name des Nationalverbandes                               | Webseite                                                                        | Mitglied seit |
| ---------------------------- | -------------------------------------------------------- | ------------------------------------------------------------------------------- | ------------- |
| Afghanistan                  | Afghanistan Badminton Federation                         |                                                                                 |               |
| Bahrain                      | Bahrain Badminton & Squash Federation                    |                                                                                 |               |
| Bangladesch                  | Bangladesh Badminton Federation                          | http://www.badmintonbangladesh.org/                                             |               |
| Bhutan                       | Bhutan Badminton Federation                              |                                                                                 |               |
| Brunei                       | Brunei National Badminton Association                    |                                                                                 |               |
| China                        | Badminton-Assoziation der Volksrepublik China            | http://www.badmintoncn.com/                                                     |               |
| Hongkong                     | Hong Kong Badminton Association                          | http://www.hkbadmintonassn.org.hk/                                              |               |
| Indien                       | Badminton Association of India                           | http://www.badmintonindia.org/                                                  | Gründung 1959 |
| Indonesien                   | Persatuan Bulutangkis Seluruh Indonesia                  | http://pbsi.id/                                                                 | Gründung 1959 |
| Irak                         | Iraqi Badminton Federation                               |                                                                                 |               |
| Iran                         | Badminton Federation of the IR of Iran                   |                                                                                 |               |
| Japan                        | Nippon Badminton Kyōkai                                  | http://badminton.or.jp/                                                         |               |
| Jemen                        |                                                          |                                                                                 | assoziiert    |
| Jordanien                    | Jordan Badminton Federation                              |                                                                                 |               |
| Kambodscha                   | Cambodia Badminton Federation                            |                                                                                 |               |
| Kasachstan                   | Kazakhstan Badminton Federation                          |                                                                                 |               |
| Katar                        | Qatar Badminton Association                              |                                                                                 |               |
| Kirgisistan                  | Kyrghyz National Badminton Federation                    |                                                                                 |               |
| Kuwait                       | Kuwait Badminton Federation                              |                                                                                 |               |
| Laos                         | Lao Badminton Federation                                 |                                                                                 |               |
| Libanon                      | Federation Libanaise de Badminton                        |                                                                                 |               |
| Macau                        | Macau Badminton Association                              | http://www.macaubadminton.org.mo/                                               |               |
| Malaysia                     | Badminton Association of Malaysia                        | http://www.bam.org.my/                                                          | Gründung 1959 |
| Malediven                    | Badminton Association of the Maldives                    |                                                                                 |               |
| Mongolei                     | Mongolian Badminton Association                          |                                                                                 |               |
| Myanmar                      | Myanmar Badminton Federation                             |                                                                                 | Gründung 1959 |
| Nepal                        | Nepal Badminton Association                              | http://www.nepalbadminton.org/ (Memento vom 19. April 2006 im Internet Archive) |               |
| Nordkorea                    | Association of the Democratic People’s Republic of Korea |                                                                                 |               |
| Oman                         | Oman Badminton Committee                                 |                                                                                 | assoziiert    |
| Osttimor                     | Federaçao de Badminton de Timor-Leste                    |                                                                                 |               |
| Pakistan                     | Pakistan Badminton Federation                            | http://pakistanbadminton.com/                                                   |               |
| Palästina                    | Palestine Badminton Federation                           |                                                                                 |               |
| Philippinen                  | Philippine Badminton Association                         | http://philippinebadmintonassociation.com/                                      |               |
| Saudi-Arabien                | Saudi Badminton Federation                               |                                                                                 |               |
| Singapur                     | Singapore Badminton Association                          | http://www.singaporebadminton.org.sg/                                           |               |
| Sri Lanka                    | Sri Lanka Badminton Association                          |                                                                                 | Gründung 1959 |
| Südkorea                     | Koreanische Badminton-Assoziation                        | http://www.koreabadminton.org/                                                  |               |
| Syrien                       | Syrian Arab Badminton Federation                         |                                                                                 |               |
| Taiwan                       | Chinese Taipei Badminton Association                     | http://www.ctb.org.tw/                                                          | Gründung 1959 |
| Tadschikistan                | Badminton Federation of Tajikistan                       | http://badminton.tj                                                             |               |
| Thailand                     | Badminton-Assoziation Thailands                          | http://www.badmintonthai.or.th/                                                 | Gründung 1959 |
| Turkmenistan                 | Turkmenistan Badminton Federation                        |                                                                                 |               |
| Usbekistan                   | Uzbekistan Badminton Federation                          |                                                                                 |               |
| Vereinigte Arabische Emirate | UAE Badminton Federation                                 |                                                                                 |               |
| Vietnam                      | Liên đoàn Cầu lông Việt Nam                              | http://www.caulongvietnam.vn/                                                   |               |